# Platycarya longzhouensis
Platycarya longzhouensis är en valnötsväxtart som beskrevs av S. Y. Liang och G.J. Liang. Platycarya longzhouensis ingår i släktet Platycarya och familjen valnötsväxter. Inga underarter finns listade i Catalogue of Life.